# Shawn Kemp
Shawn Travis Kemp (Elkhart, Indiana, 26 de noviembre de 1969) es un exbaloncestista estadounidense que disputó 14 temporadas en la NBA, destacándose como miembro de los Seattle SuperSonics en los años 1990. Durante ese tiempo fue elegido 6 veces para el All Star Game. Con 2,06 metros de estatura, jugaba en la posición de ala-pívot.

## Trayectoria deportiva

### High School

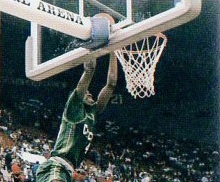
Kemp con Concord High School en la 1987–88.

Kemp asistió al Concord High School de su ciudad natal. Fue un titular durante cuatro años, y considerado uno de los cinco mejores jugadores a nivel nacional durante su último año. También guio a su equipo al campeonato estatal. Kemp culminó su carrera escolar como el principal anotador del condado de Elkhart y como dueño del récord de anotaciones por juego en una temporada. A pesar de sus logros, Kemp no recibió el título de Indiana Mr. Basketball, que fue otorgado a Woody Austin. Hay rumores de que Kemp fue ignorado para el premio ya que se había comprometido a jugar colegial con Kentucky, y había dicho que no tenía interés de jugar en Indiana (Austin se había comprometido con la Universidad de Purdue). Kemp fue seleccionado al equipo McDonald's High School All-American de 1988 (considerado como una de las mejores clases de todos los tiempos), junto a jugadores como Alonzo Mourning, Billy Owens, Todd Day, Lee Mayberry, Chris Mills, Anthony Peeler, y Stanley Roberts. Kemp anotó un total de 18 puntos, para liderar a su equipo, quienes fueron derrotados. El marcador final fue 105-99 a favor del Este.
Durante su último año de escuela, Kemp firmó una carta donde expresaba su intención de jugar baloncesto para la Universidad de Kentucky. Sin embargo, Kemp falló en alcanzar la puntuación mínima de 700 en la Prueba de Aptitud Académica (SAT), y fue obligado a perder su primer año bajo las reglas de la NCAA. A Jim Hahn, el entrenador de Kemp en la escuela superior, no le gustó la idea de que Kemp estuviera en Kentucky sin jugar y dijo "Tener a Shawn en un ambiente colegial sin baloncesto, la única cosa que el ama, pienso que fue un gran error. Incluso me pasó por la mente aconsejarle que fuera directo a la NBA, y lo único que me detuvo fue el hecho de que pocos jugadores lo han logrado." Kemp decidió matricularse en Kentucky. Sin embargo, abandonó el equipo en noviembre de 1988 después de ser acusado de empeñar dos cadenas de oro que le habían robado a su compañero de equipo Sean Sutton, hijo del dirigente de Kentucky Eddie Sutton. Sean Sutton no presentó cargos, pero Kemp se transfirió a Trinity Valley Community College en Texas. Tras un semestre en TVCC, donde no jugó baloncesto, Kemp se declaró elegible para el Draft de la NBA de 1989, a la edad de 19 años.

### Profesional

#### Seattle Supersonics
Los Seattle Supersonics escogieron a Kemp en la primera ronda del NBA Draft de 1989. Aunque muy atlético, Kemp tuvo que trabajar para encontrar su ritmo en la NBA. En aquel momento era el jugador más joven en la liga. En su primera temporada en Seattle, Kemp recibió consejos de su compañero Xavier McDaniel. Mientras la temporada continuaba, Kemp rápidamente se convirtió en alguien con quien contar, particularmente en su segunda temporada. Junto con Gary Payton, Eddie Johnson, Ricky Pierce, y Nate McMillan, se convirtieron en un equipo exitoso. Kemp fue también uno de los más importantes matadores de la liga, con una impresionante capacidad de salto. Los pases desde media cancha de Payton a Kemp se convirtieron en un espectáculo habitual. Después de su segunda temporada, el comentarista de los Sonics Kevin Calabro lo apodó "Reign Man" tras ver un cartel con el nombre.
Kemp fue parte del equipo estadounidense que participó en el Campeonato Mundial de Baloncesto de 1994 de la FIBA en Toronto, ganando la medalla de oro. También apareció en un juego de exhibición de MTV llamado Rock N' Jock.
Kemp ayudó a los Sonics a alcanzar las Finales de la NBA de 1996, en las que se enfrentaron a los Chicago Bulls de Michael Jordan. Durante esa temporada, los Sonics alcanzaron un récord del equipo de 64 victorias. Sin embargo, los Bulls venían de una temporada histórica en la que ganaron 72 partidos. Aunque los Bulls fueron superiores, los Sonics lograron alargar la serie hasta los seis partidos. En la serie final, Kemp terminó con promedio de 23,3 puntos por juego y 55% en promedio de campo, además de 10 rebotes y 2 tapones por juego.
La tensión entre Kemp y la directiva de los Sonics comenzó en 1994, debido a desavenencias en su contrato. A pesar de esto, Kemp guio al equipo a otra temporada con más de 50 victorias, despachando a los Phoenix Suns en la primera ronda de los playoffs. Sin embargo, el equipo perdió en una luchada serie contra los Houston Rockets de Hakeem Olajuwon. Tras el final de la temporada, las diferencias entre Kemp y el equipo desembocaron en un traspaso a tres bandas que envió a Kemp a los Cleveland Cavaliers en 1997, a cambio del delantero Vin Baker, y los jugadores Terrell Brandon y Tyrone Hill.

#### Cleveland Cavaliers
Tras dos temporadas notables, el juego de Kemp comenzó a declinar, inicialmente por sus problemas con el peso. A pesar de esto, Kemp anotó 20 puntos por partido en sus primeras dos temporadas con Cleveland, guiando al equipo a los playoffs de 1997-98. Sin embargo, perdieron ante los Indiana Pacers de Reggie Miller. Durante la serie, Kemp anotó 26 puntos y 13 rebotes por juego.
Durante la temporada 1998-99, Kemp llegó al campamento con un peso de 133 kg, aunque el entonces gerente general de Cleveland reveló que realmente eran 147 kg. A pesar del exceso de peso, Kemp anotó 20,5 puntos por partido, el total más alto de su carrera, y 9,2 rebotes.

#### Portland Trailblazers
Después de tres temporadas con los Cavaliers, Kemp fue traspasado a los Portland Trail Blazers. Sin embargo, el juego de Kemp continuaba decayendo por sus problemas de peso, además de problemas con la cocaína y el alcohol. Su primera temporada en Portland culminó con la admisión a un centro de rehabilitación. Después de dos temporadas con los Blazers, el equipo renunció al contrato de Kemp.

#### Orlando Magic
Kemp jugó por última vez en Orlando Magic, quienes lo contrataron como agente libre. Kemp jugó bastante bien, llevando al equipo a los playoffs a pesar de la pérdida del alero Grant Hill. Sin embargo, fueron derrotados por los Detroit Pistons en la primera ronda.

#### Intentos de regreso
En 2005, Kemp estuvo trabajando para volver a la NBA. Los Dallas Mavericks consideraron contratar a Kemp antes de los playoffs. El entrenador Avery Johnson, quien jugó con Kemp en Seattle, coordinó un entrenamiento personal en Houston, donde Kemp se había entrenado durante varios meses. Sin embargo, Kemp no asistió por razones no divulgadas. Las dos partes trataron de coordinar otro entrenamiento, pero la liga le negó la excepción a Dallas, y Kemp no pudo unirse a la liga.
En junio de 2006, 3 meses después de ser arrestado por drogas, el Denver Post informó que Kemp había perdido peso y estaba de vuelta a su forma estelar. Kemp había dicho que estaba decidido a unirse a un equipo, posiblemente los Denver Nuggets, y terminar su carrera adecuadamente. Los Nuggets finalmente optaron por firmar al ala-pívot Reggie Evans, en lugar de Kemp. Los Chicago Bulls también mostraron interés en septiembre de 2006, pero Kemp no asistió al entrenamiento. Durante el medio tiempo de un partido de los Sonics el 5 de noviembre de 2006, Kemp fue anunciado como uno de los 16 miembros del equipo del 40 aniversario del equipo. Después de recibir la ovación más larga de todos los jugadores, Kemp dijo que jugaría con un equipo en Roma y que aún estaba considerando un regreso a la NBA. Sin embargo, no pudo llegar a ningún acuerdo durante la temporada 2006-07.

#### Italia
El 18 de agosto de 2008, Kemp firmó contrato por el Premiata Montegranaro de la Liga Italiana. A pesar de estar a punto de cumplir 39 años, se rumoreó que Kemp estaba en buena forma. El contrato con el Premiata surgió por la buena relación entre Kemp y Roberto Carmenati, nuevo director del equipo. Kemp jugó tres partidos de pretemporada y luego regresó a Houston para evaluar los daños a su hogar por el paso del Huracán Ike. Kemp y el equipo decidieron anular el contrato.

## Transacciones
- Escogido por Seattle SuperSonics en la primera ronda (puesto 17) del NBA Draft de 1989.
- Traspasado por Seattle a Cleveland Cavaliers como parte de una operación a tres bandas el 25 de septiembre de 1997 (Cleveland también recibió a Sherman Douglas de Milwaukee Bucks; Milwaukee recibió a Terrell Brandon, Tyrone Hill y la elección de primera ronda de 1998 de Cleveland; Seattle recibió a Vin Baker de Milwaukee).
- Traspasado por Cleveland a Portland Trail Blazers como parte de una operación a tres bandas el 30 de agosto de 2000 (Cleveland recibió a Chris Gatling, Clarence Weatherspoon, una futura elección de primera ronda y dinero de Miami Heat y Gary Grant de Portland; Miami recibió a Brian Grant de Portland).
- Cortado por Portland el 20 de agosto de 2002.
- Firmó como agente libre por Orlando Magic el 5 de septiembre de 2002.

## Estadísticas de su carrera en la NBA

### Temporada regular
| Año      | Equipo    | PJ    | PT  | MPP  | %TC  | %3P  | %TL  | RPP  | APP | ROB | TPP | PPP  |
| -------- | --------- | ----- | --- | ---- | ---- | ---- | ---- | ---- | --- | --- | --- | ---- |
| 1989-90  | Seattle   | 81    | 1   | 13.8 | .479 | .167 | .736 | 4.3  | .3  | .6  | .9  | 6.5  |
| 1990-91  | Seattle   | 81    | 66  | 30.1 | .508 | .167 | .661 | 8.4  | 1.8 | 1.0 | 1.5 | 15.0 |
| 1991-92  | Seattle   | 64    | 23  | 28.3 | .504 | .000 | .748 | 10.4 | 1.3 | 1.1 | 1.9 | 15.5 |
| 1992-93  | Seattle   | 78    | 68  | 33.1 | .492 | .000 | .712 | 10.7 | 2.0 | 1.5 | 1.9 | 17.8 |
| 1993-94  | Seattle   | 79    | 73  | 32.9 | .538 | .250 | .741 | 10.8 | 2.6 | 1.8 | 2.1 | 18.1 |
| 1994-95  | Seattle   | 82    | 79  | 32.7 | .547 | .286 | .749 | 10.9 | 1.8 | 1.2 | 1.5 | 18.7 |
| 1995-96  | Seattle   | 79    | 76  | 33.3 | .561 | .417 | .742 | 11.4 | 2.2 | 1.2 | 1.6 | 19.6 |
| 1996-97  | Seattle   | 81    | 75  | 34.0 | .510 | .364 | .742 | 10.0 | 1.9 | 1.5 | 1.0 | 18.7 |
| 1997-98  | Cleveland | 80    | 80  | 34.6 | .445 | .250 | .727 | 9.3  | 2.5 | 1.4 | 1.1 | 18.0 |
| 1998-99  | Cleveland | 42    | 42  | 35.1 | .482 | .500 | .789 | 9.2  | 2.4 | 1.1 | 1.1 | 20.5 |
| 1999-00  | Cleveland | 82    | 82  | 30.4 | .417 | .333 | .776 | 8.8  | 1.7 | 1.2 | 1.2 | 17.8 |
| 2000-01  | Portland  | 68    | 3   | 15.9 | .407 | .364 | .771 | 3.8  | 1.0 | .7  | .3  | 6.5  |
| 2001-02  | Portland  | 75    | 5   | 16.4 | .430 | .000 | .794 | 3.8  | .7  | .6  | .4  | 6.1  |
| 2002-03  | Orlando   | 76    | 55  | 20.7 | .418 | .000 | .742 | 5.7  | .7  | .8  | .4  | 6.8  |
| Total    | Total     | 1,051 | 728 | 27.9 | .488 | .277 | .741 | 8.4  | 1.6 | 1.1 | 1.2 | 14.6 |
| All-Star | All-Star  | 6     | 5   | 20.0 | .458 | .200 | .750 | 5.8  | 1.7 | 1.0 | .7  | 9.0  |

### Playoffs
| Año   | Equipo    | PJ | PT | MPP  | %TC  | %3P   | %TL  | RPP  | APP | ROB | TPP | PPP  |
| ----- | --------- | -- | -- | ---- | ---- | ----- | ---- | ---- | --- | --- | --- | ---- |
| 1991  | Seattle   | 5  | 5  | 29.8 | .386 | .000  | .815 | 7.2  | 1.2 | .6  | .8  | 13.2 |
| 1992  | Seattle   | 9  | 9  | 37.6 | .475 | —     | .763 | 12.2 | .4  | .6  | 1.6 | 17.4 |
| 1993  | Seattle   | 19 | 19 | 34.9 | .512 | —     | .809 | 10.0 | 2.6 | 1.5 | 2.1 | 16.5 |
| 1994  | Seattle   | 5  | 5  | 41.2 | .371 | —     | .667 | 9.8  | 3.4 | 2.0 | 2.4 | 14.8 |
| 1995  | Seattle   | 4  | 4  | 40.0 | .579 | 1.000 | .821 | 12.0 | 2.8 | 2.0 | 1.8 | 24.8 |
| 1996  | Seattle   | 20 | 20 | 36.0 | .570 | .000  | .795 | 10.4 | 1.5 | 1.2 | 2.0 | 20.9 |
| 1997  | Seattle   | 12 | 12 | 36.8 | .486 | .200  | .829 | 12.3 | 3.0 | 1.2 | 1.3 | 21.6 |
| 1998  | Cleveland | 4  | 4  | 38.0 | .465 | —     | .844 | 10.3 | 2.0 | 1.3 | 1.0 | 26.0 |
| 2002  | Portland  | 3  | 0  | 11.7 | .286 | —     | .700 | 2.7  | .0  | .3  | .0  | 3.7  |
| 2003  | Orlando   | 7  | 0  | 10.3 | .381 | —     | .833 | 2.1  | .0  | .0  | .0  | 3.0  |
| Total | Total     | 88 | 78 | 33.4 | .498 | .200  | .797 | 9.7  | 1.8 | 1.1 | 1.6 | 17.3 |

## Vida personal
A la edad de 28, Kemp ya era padre de siete hijos con seis mujeres diferentes, concebidos durante su carrera en la NBA. El hijo mayor de Kemp, Shawn Kemp Jr. jugó con la Universidad de Washington.
En 2009, Shawn Kemp apareció en el primer episodio de la segunda temporada de Pros vs. Joes.
Kemp fue dueño de una barra en Loer Queen Anne, Seattle, llamada Oskar's Kitchen. El local cerró en 2015.

### Problemas legales
El 4 de abril de 2005, Shawn Kemp fue arrestado en Shoreline, Washington. El 29 de abril de 2005 Kemp fue formalmente acusado de posesión de drogas y sentenciado culpable. En el arresto, Kemp fue hallado con 2 kilos de cocaína, 60 gramos de marihuana, y una pistola semiautomática. El 21 de julio de 2006, Kemp fue arrestado nuevamente por posesión de marihuana.
En 2023, se vio involucrado en un tiroteo en Tacoma (Washington), al disparar presuntamente desde su coche a otro conductor.